# The Worst (Tech N9ne)
The Worst è il secondo album in studio registrato dal rapper Tech N9ne.

## Tracce
1. Stamina
2. Trauma (ft. Hannible Bear Lector and Rock Money)
3. Planet Rock 2K (Original Version)
4. Thugged Out (ft. Gonzoe, Phats Bossi, Poppa L.Q. and Yukmouth)
5. Walk These Shoes
6. They're All Gonna Laugh At You
7. Niggas
8. Why?
9. Mad Confusion (ft. Hannible Bear Lector)
10. One Night Stand
11. Get Blowed
12. I Didn't Lie (ft. Lamani)
13. Mind Of A Killer
14. The Worst (ft. Law and Kemani)
15. S.I.M.O.N. Says
16. Fucked Up Day (Performed By Charmelle Cofield)
17. Fucked Up Day (ft. Paul Law)

## Nuova edizione
The Worst: 2K Edition è una nuova edizione di The Worst del rapper statunitense Tech N9ne.   Ha una lista trace aggiornata. Gli aggiornamenti includono la sostituzione di tre canzoni con altre tre ("Let's Get It Started", "Young Hooligans" e "Strange" a sostituire  "Why? Tech N9ne", "Mad Confusion" e "They're All Gonna Laugh At You").

### Tracce
1. Stamina
2. Planet Rock 2K (Original Version)
3. Let's Get It Started (featuring D-Loc & Dalima as Da Hooligans)
4. Thugged Out (featuring Gonzoe, Phats Bossi, Poppa L.Q. and Yukmouth)
5. Mind Of A Killer
6. The Worst (featuring Law and Kemani)
7. Walk These Shoes
8. Trauma (featuring Hannible Bear Lector and Rock Money)
9. Young Hooligans (featuring D-Loc & Dalima as Da Hooligans)
10. Strange
11. Get Blowed
12. Niggas
13. One Night Stand
14. I Didn't Lie (featuring Lamani)
15. S.I.M.O.N. Says